# Passer castanopterus
El gorrión somalí (Passer castanopterus) es una especie de ave paseriforme de la familia Passeridae propia de África oriental. Se encuentra en el norte de Somalia, Yibouti, Etiopía y Kenia.
Fue considerada una superespecie con el gorrión rutilante (Passer rutilans). Sin embargo, las similitudes en el plumaje y la morfología entre los dos parecen fruto de la convergencia evolutiva en lugar de un único linaje.

## Subespecies
Se reconocen dos subespecies:
- P.c. castanopterus Blyth, 1855 – Yibouti, Somalia y el este de Etiopía;
- P.c. fulgens Friedmann, 1931 – sur de Etiopía y el norte de Kenia.